# Старые Повонзки
Пово́нзковское кладбище или Старые Пово́нзки, также обычно Пово́нзки (пол. Cmentarz Powązkowski, Stare Powązki) — самый старый и известный некрополь Варшавы, в городском районе Повонзки.

## История и местоположение
Основано в 1790 году. Расположено в северо-западной части столицы (улица Повонзковска(я), 14). Здесь покоятся останки многих известных деятелей польской истории и культуры. Значительная часть кладбища отведена могилам военных, героев и жертв, павших в войнах XIX—XX вв.

## Галерея

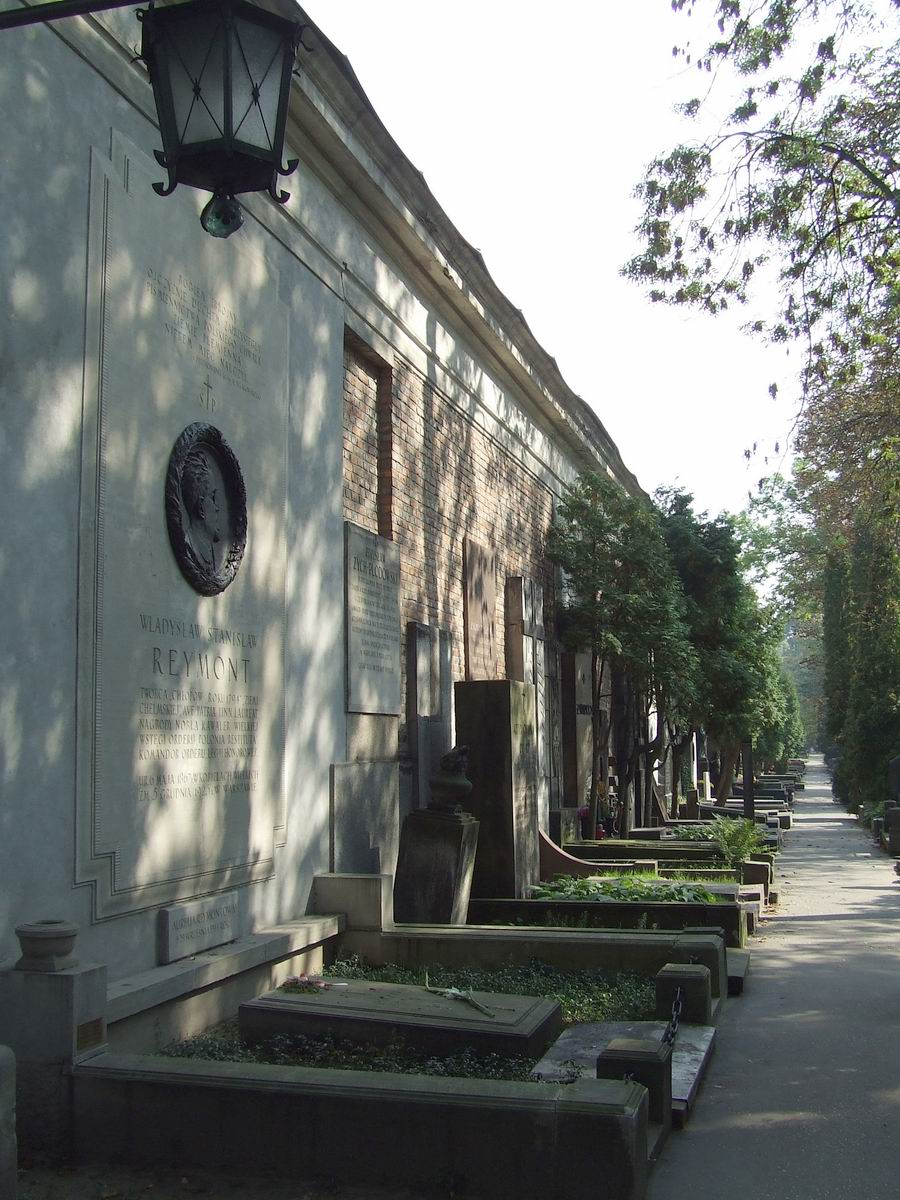
Аллея знаменитых поляков
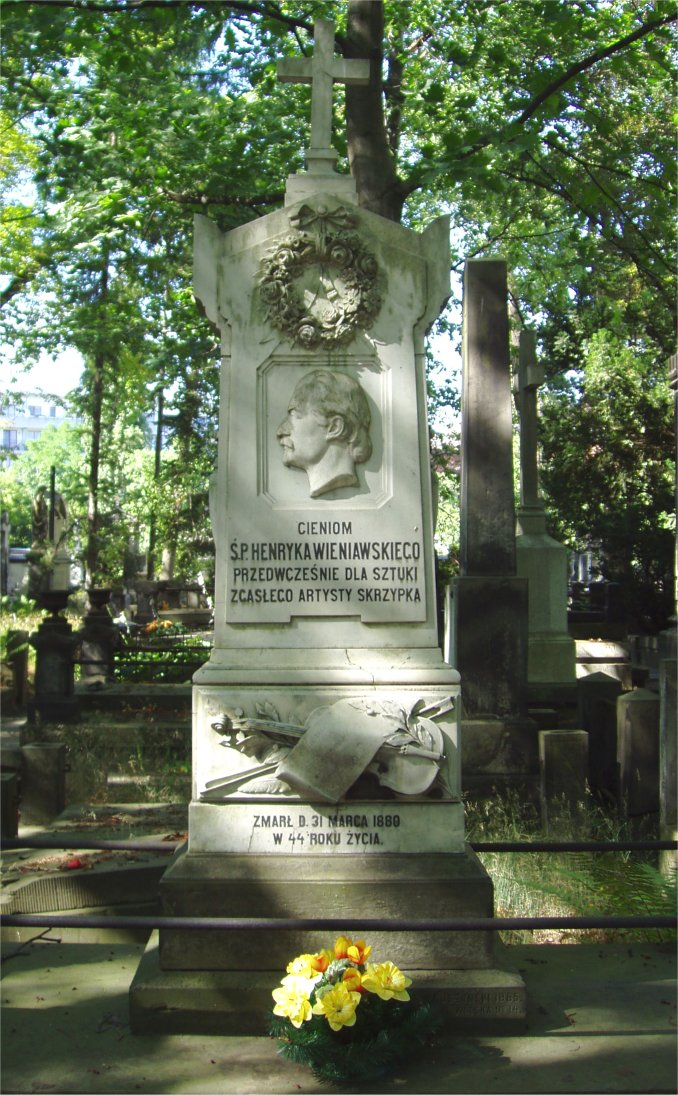
Могила Генрика Венявского
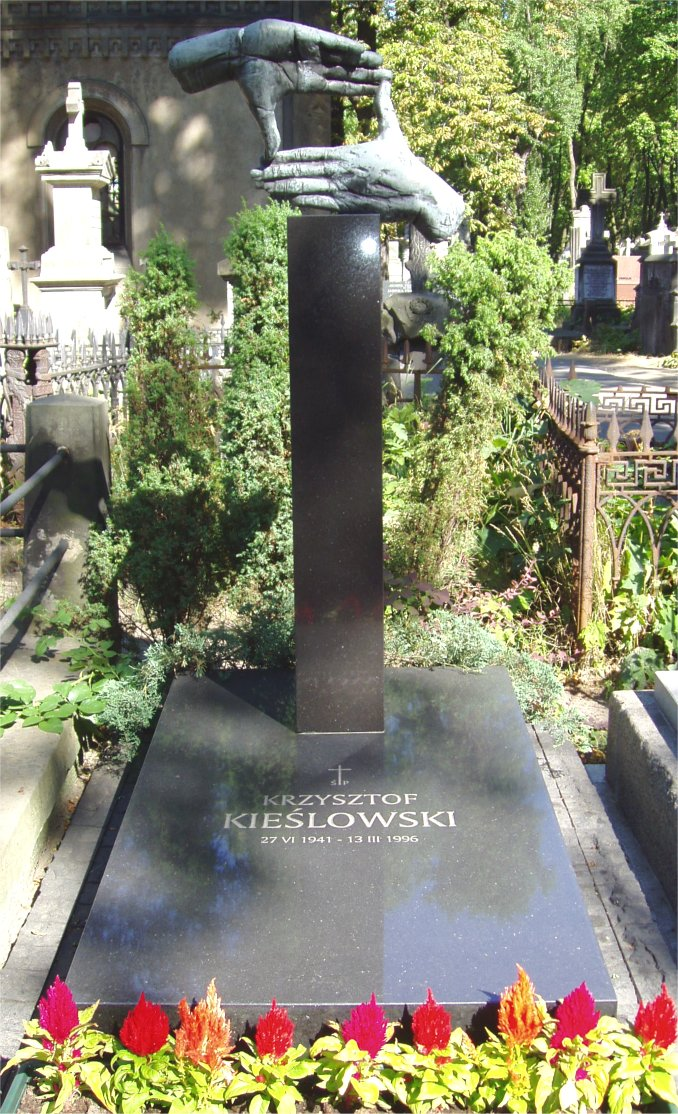
Могила Кшиштофа Кеслёвского
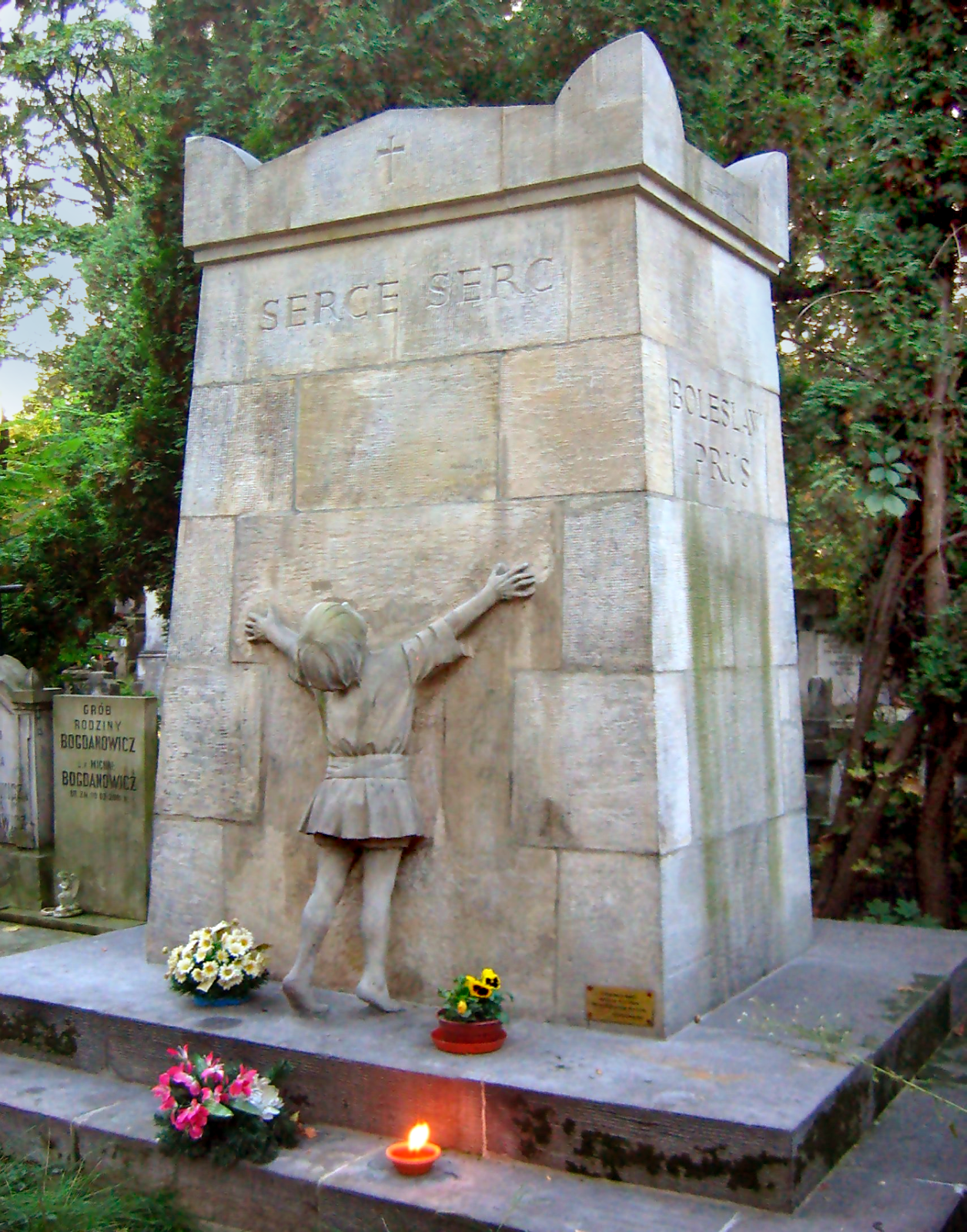
Могила Болеслава Пруса
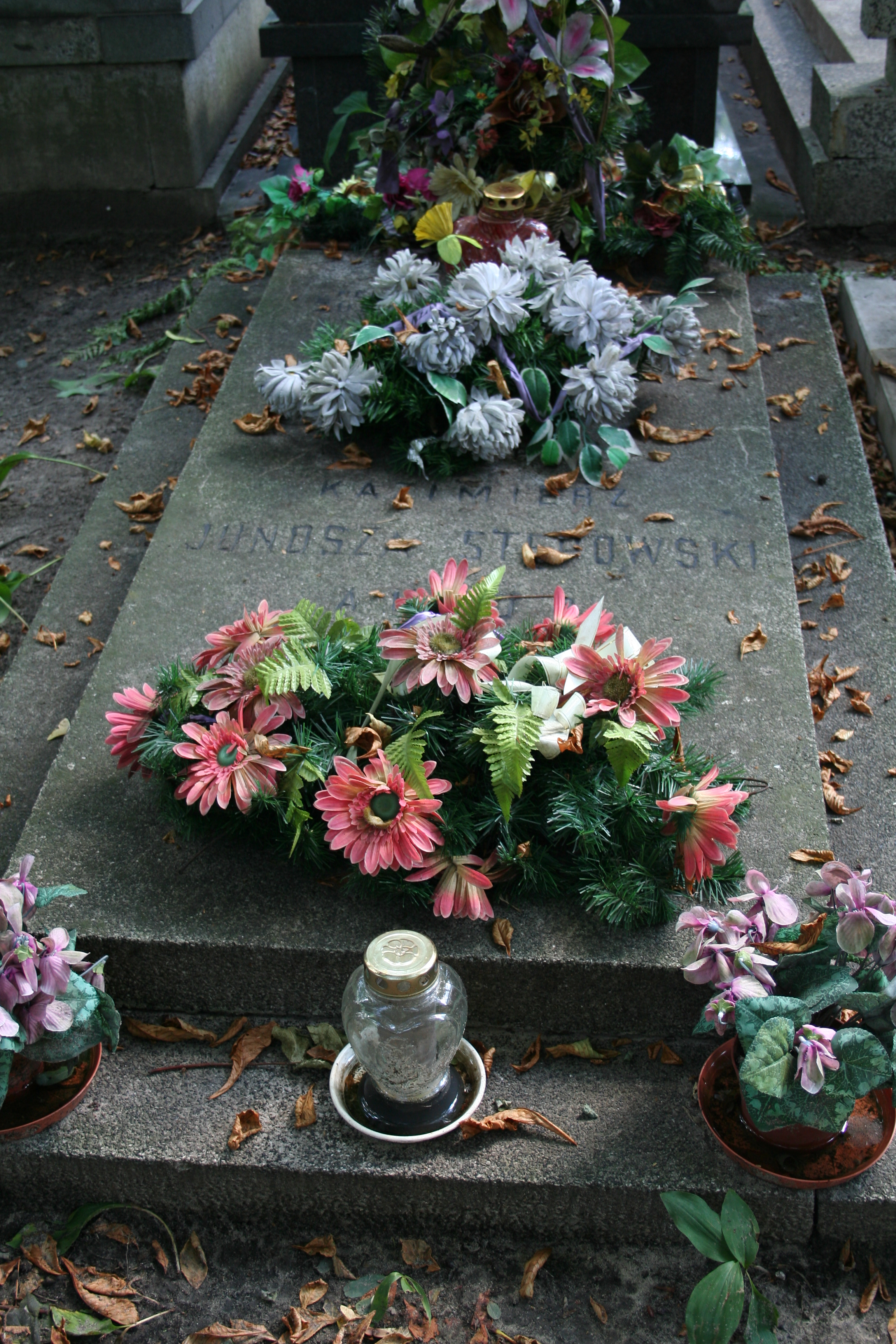
Могила Казимежа Юноши-Стемповского
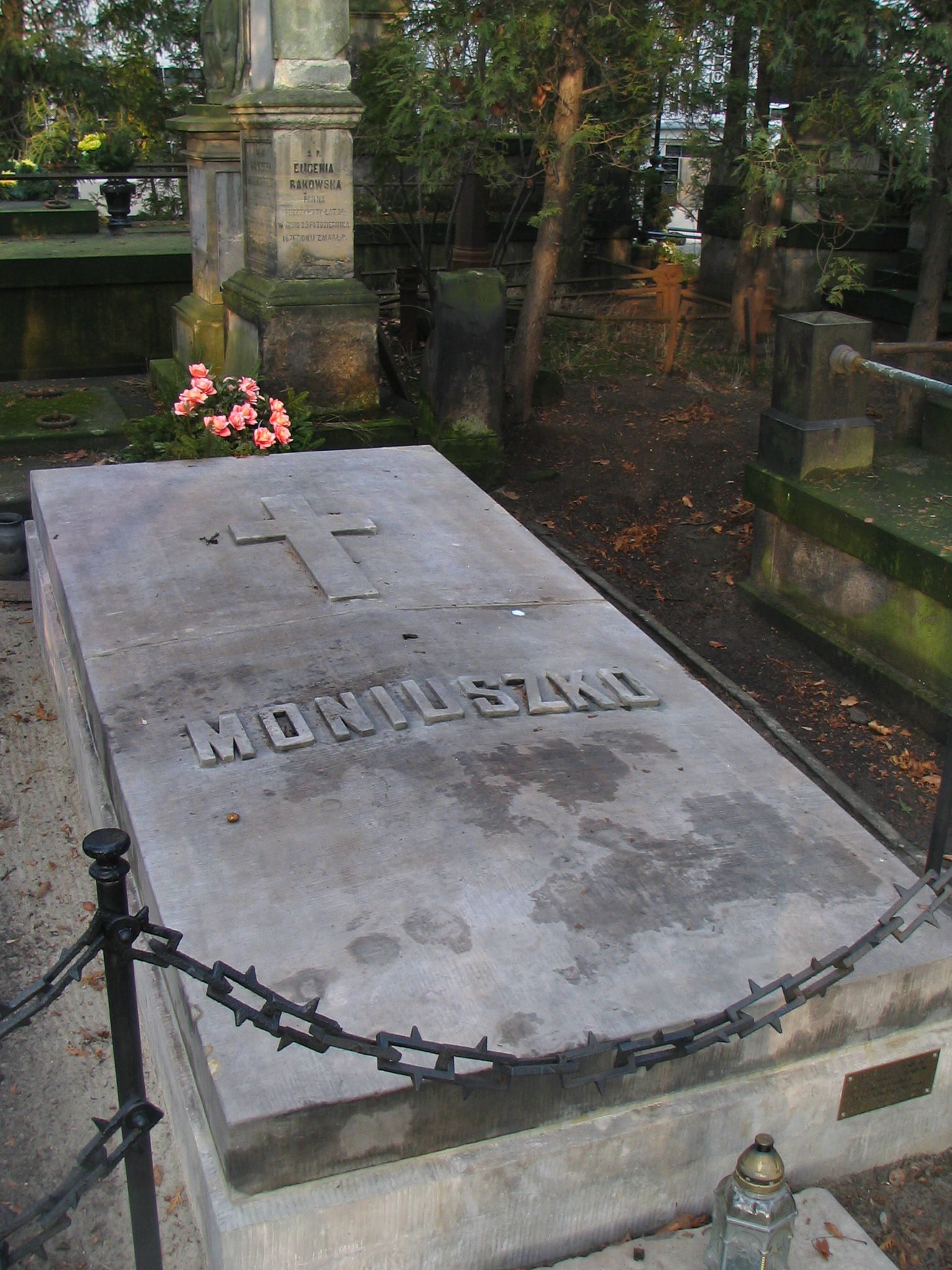
Могила Станислава Монюшко
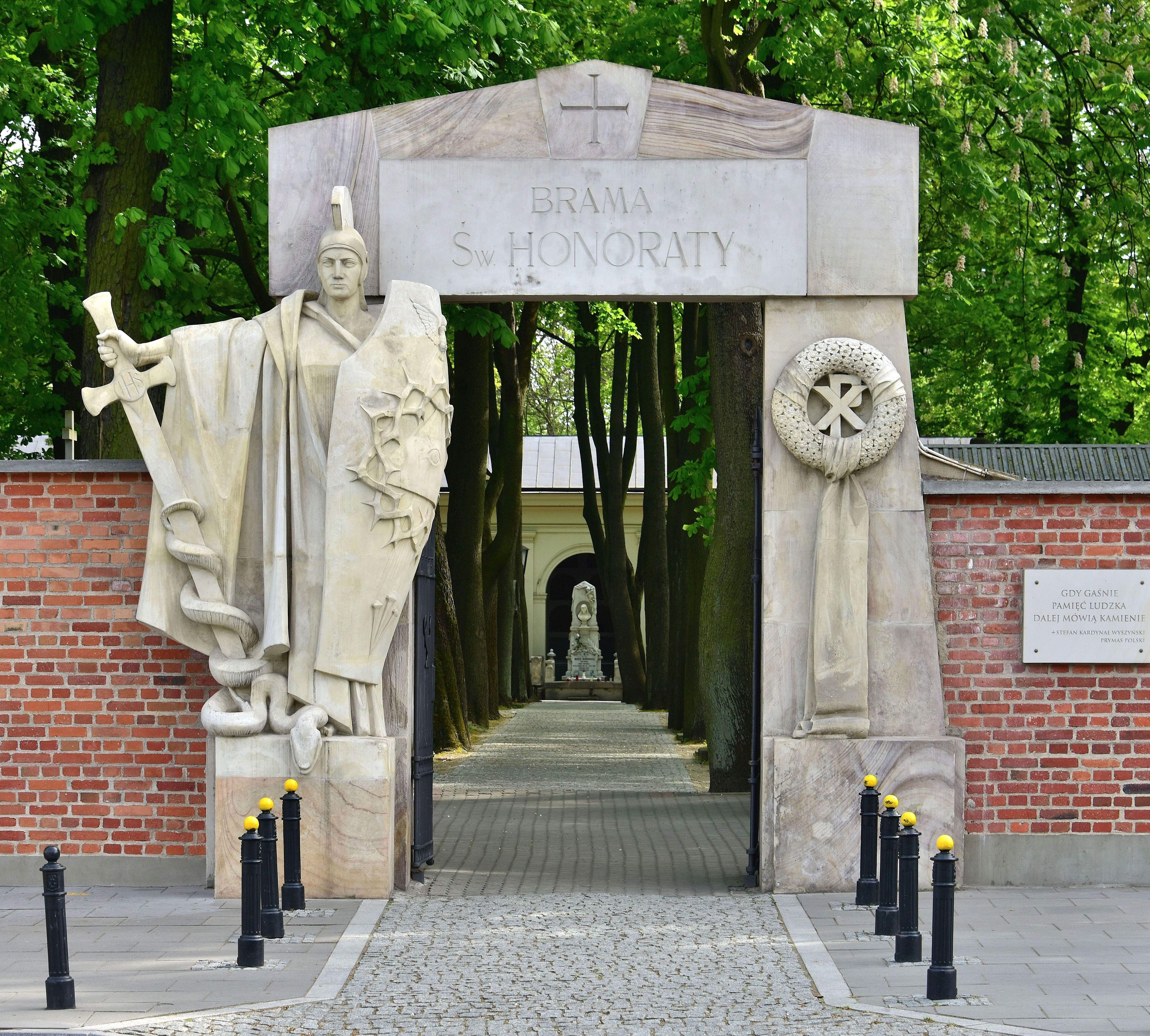
Ворота кладбища